# 李清泉 (1919年)
李清泉（1919年3月—2014年1月25日），男，江西临川人，出生于鄱阳县，中华人民共和国政治人物、外交官，曾任安徽省人民政府副省长，安徽省政协副主席。

## 生平
自小跟着从事制瓷业的父母来到景德镇。1935年，杜重远出任江西陶业管理局局长。16岁的李清泉考入杜重远创办的江西陶业人员养成所，一共72名学生，所内大部分教员是东北流亡人士，受到影响。毕业后留在了江西陶业管理局。1937年11月中旬陈毅来到江西陶业管理局秘密做宣传演讲。1937年12月参加革命，任新四军第一支队战地服务团团员。1938年4月，任新四军政治部宣教部干事。1938年10月加入中国共产党，同年12月转正。1939年6月，任新四军四支队政治部宣教科干事、科长。1941年2月，任新四军二师四旅十一团政治处主任。1945年6月，任新四军二师政治部宣教部部长。
解放战争时期，1945年11月任山东野战军第二纵队政治部民运部部长。1947年2月华东野战军第二纵队十二团政委。1949年2月第三野战军第21军第61师政治部主任。1949年9月第61师副政委。1949年11月3日至6日与第61师师长兼政委胡炜一起指挥了登步岛战斗，其中李清泉率领181团留守桃花岛，准备攻克登步岛后进攻朱家尖；11月5日下午胡炜起草了“情况紧张，今晚撤出战斗”的简短电报上报第22军并第21军，一面组织登岛部队后退，同时通知留守桃花岛的副政委李清泉组织所有船只，天一黑即来登步岛撤运部队。
中华人民共和国建立后，李清泉调入外交部工作。1950年7月，任驻捷克斯洛伐克大使馆政务参赞。1956年1月，任中共中央调查部二局副局长。1959年7月，出任中华人民共和国驻瑞士大使。驻瑞士期间，1963年12月12日、1964年1月2日、1月9日参与了中法三轮建交谈判。
1966年6月，在北京市委帮助工作。1967年5月，任中央调查部业务领导小组成员。1970年9月，任中央调查部山东五七干校党委副书记。1973年6月，任解放军总参谋部第二部副部长。
1980年5月，任安徽省人民政府秘书长。1981年2月，任副省长。1983年3月，任省政协副主席、党组副书记。1991年2月离休。
2014年1月25日，李清泉在北京去世，得年95岁。

## 家庭
- 夫人孙琪